# Троицко-Печорское восстание
Троицко-Печорское восстание — это вооружённое выступление против власти большевиков в Троицко-Печорске зимой 1919 года.

## Восстание в Троицко-Печорске
В период Гражданской войны Троицко-Печорск являлся центром антибольшевистского восстания. Поводом к восстанию послужил вывоз красными хлебных запасов из Троицко-Печорска на Вычегду. 
Восстание началось 4 февраля 1919 года. Повстанцы перебили часть красноармейцев, остальные перешли на их сторону. После вступления в пределы Печоры колчаковской армии верхнепечорские волости попали под юрисдикцию Сибирского Временного правительства. В Троицко-Печорске был сформирован Отдельный Сибирский Печорский полк, основу которого составили участники антибольшевистского восстания.
В Троицко-Печорске была организована Судебная коллегия для суда над арестованными большевиками и активистами советской власти. По некоторым данным, до прихода белых были казнены 96 человек. Всего в селе было расстреляно около 130-150 человек.

## Ликвидация советской власти вПокче,СавинобореиПодчерье
Вслед за Троицко-Печорским восстанием советскую власть ликвидировали в Покче, Савиноборе и Подчерье.
6 февраля, троицко-печорский отряд прибыл в Покчу, где рассеял силы красноармейцев. В селе по примеру Троицко-Печорска организовали Судебную коллегию.
Вскоре в Покчу прибыла делегация из Савинобра и Подчерья с просьбой помочь свергнуть советскую власть. Сформированный отряд под руководством Н.А Шахтарова в ночь на 14 февраля проник в Савинобор и разбил красноармейскую заставу.
Подчерские крестьяне сами решили справиться с красными. 18 февраля, командира красноармейского гарнизона А.П Осипова пригласили в дом В.Г Мартюшева, где его и убили. Остальные красные были перебиты.